# معتمدية غار الملح

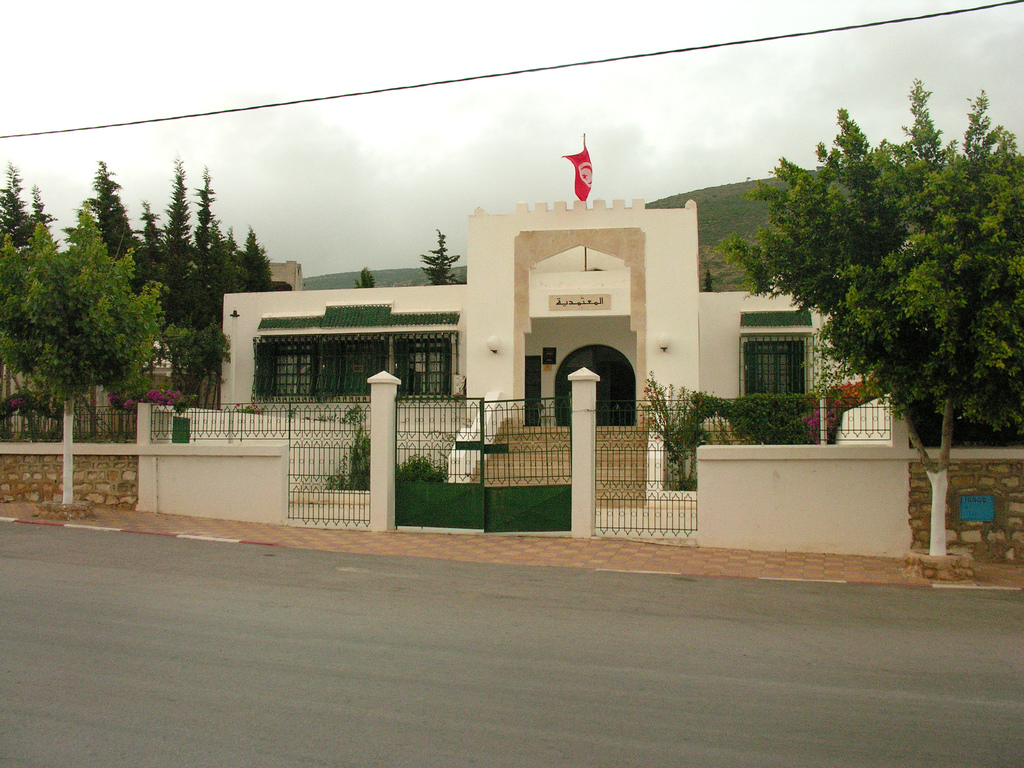
مقر معتمدية غار الملح

معتمدية غار الملح إحدى معتمديات الجمهورية التونسية، تابعة لولاية بنزرت.